# Lissaspis exigua
Lissaspis exigua är en stekelart som beskrevs av Jussila 1998. Lissaspis exigua ingår i släktet Lissaspis och familjen brokparasitsteklar. Inga underarter finns listade i Catalogue of Life.